# (29676) 1998 XW15
A (29676) 1998 XW15 a Naprendszer kisbolygóövében található aszteroida. A LINEAR projekt keretében fedezték fel 1998. december 14-én.